# Douglas Wakiihuri
Douglas Wakiihuri (ur. 26 września 1963 w Mombasie) – kenijski lekkoatleta długodystansowiec, mistrz świata i wicemistrz olimpijski z Seulu z 1988.
Specjalizował się w biegu maratońskim. Zwyciężył w tej konkurencji na 
mistrzostwach świata w 1987 w Rzymie.
Na igrzyskach olimpijskich w 1988 w Seulu zdobył srebrny  medal za Włochem Gelindo Bordinem.
Wakiihuri zwyciężył w 1989 w maratonie londyńskim, a w 1990 w Igrzyskach Wspólnoty Narodów w Auckland oraz w maratonie nowojorskim. Na igrzyskach olimpijskich w 1992 w Barcelonie zajął 36. miejsce w maratonie.
Rekordy życiowe:
- bieg na 5000 metrów – 13:24,01 (8 lipca 1988, Londyn)
- bieg na 10 000 metrów – 27:59,60 (2 lipca 1988, Oslo)
- półmaraton – 1:13:00 (27 września 1988, Remich)
- maraton – 2:09:03 (23 kwietnia 1989, Londyn)